# Щукинский полуостров
Щу́кинский полуостров — памятник природы в Северо-Западном административном округе Москвы.

## Географическое расположение
Щукинский полуостров находится в Москве, в районе Строгино. Ограничивает Строгинский залив с востока и юга, омывается Серебряноборской излучиной Москвы-реки. Имеет переход в Москву через перешеек.

## История
В Строгинской пойме находился карьер, в котором добывался песок, затем он затапливался, вследствие чего получился полуостров, отгороженный от городской части заливом Чистым. Это место названо Щукинским полуостровом.
С 1991 года памятник природы.

## Флора и фауна
Для Москвы — это исключительная территория из-за разнообразия природы. На Щукинском полуострове встречаются различные биогеоценозы: болота (осоковые, рогозовые, тростниковые), луга (пойменные, суходольные). Высокоствольные пойменные ивняки, березняки, сосняки, сосновый лес, еловый лес.
Природа полуострова насчитывает более 300 видов флоры. Среди них встречаются и особо охраняемые в Москве и Московской области: тайник овальный, мякотница однолистная, пальчатокоренники мясо-красный и Фукса, ландыш майский, купальница европейская, горец змеиный, ирис жёлтый. На лугах растут: тимофеевка степная, земляника зелёная, астрагалы датский и солодколистный, язвенник многолистный, синеголовник плосколистный, порезник горный, клевер горный, гвоздика Фишера, горицвет кукушкин, незабудка болотная, нивяник, колокольчики скученный и рапунцелевидный. Найдено 39 видов лишайника.
Среди фауны встречаются не только землеройки и мышевидные грызуны, которые в Москве встречаются повсеместно, но и: обыкновенный ёж, заяц-русак, горностай, бобр, гнездятся береговая ласточка, камышевки (барсучок и болотная), камышовая овсянка, соловей, обыкновенная чечевица, жёлтая трясогузка, а также ястреб-тетеревятник. Для Москвы — это единственное место, где находится потомство канюк.